# Eurocopter EC225 Superpuma
L'Eurocopter EC 225 Super Puma è un elicottero sviluppato dall'azienda europea Eurocopter, ed è un prodotto derivato dall'Aérospatiale SA 330 Puma. Si tratta di un biturbina medio pesante da trasporto di 11 tonnellate, dotato di un rotore a cinque pale, che può trasportare fino a 19 passeggeri con 2 membri dell'equipaggio e un assistente di cabina, a seconda della configurazione scelta dal cliente. È destinato al trasposto di persone, come velivolo per trasporto VIP, come supporto per le piattaforme off-shore o per compiti di ricerca e soccorso SAR (acronimo di Search and Rescue).

## Sviluppo
Il progetto dell'EC 225 è nato parallelamente allo sviluppo dell'Eurocopter EC 725. Questo velivolo nasce, sulla base del Puma, per soddisfare le richieste dell'Armée de l'air francese che cercava un velivolo adatto alle operazioni di Combat/SAR dopo che l'Eurocopter AS532 Cougar è stato respinto per tale scopo a seguito di numerose prove avvenute tra il 1996 e il 1999. L'EC 725 ha effettuato il suo primo volo il 27 novembre 2000 nei pressi di Marignane ed è stato presentato ufficialmente il 15 gennaio 2001.

## Progettazione
Rispetto al suo diretto predecessore l'AS332L2 Eurocopter Super Puma, l'EC 225 ha un nuovo sistema rotore composto da cinque pale. L'elicottero è alimentato da due motori Turbomeca Makila 2A1 turboalbero, posti sopra la cabina di pilotaggio, è dotato di un sistema elettronico FADEC, che ne ottimizza le prestazioni, e inoltre è equipaggiato con un impianto anti-gelo che permette al velivolo di operare anche con temperature molto basse. Una delle innovazioni più importanti consiste nella nuova cabina di pilotaggio, dotata di un nuovo sistema definito Glass cockpit con display LCD.

## Varianti
EC225 LP
Una variante migliorata dell'AS332 L2.
EC225 SAR / antincendio
Versione equipaggiata con un kit per le operazioni SAR e per gli interventi antincendio.

## Utilizzatori

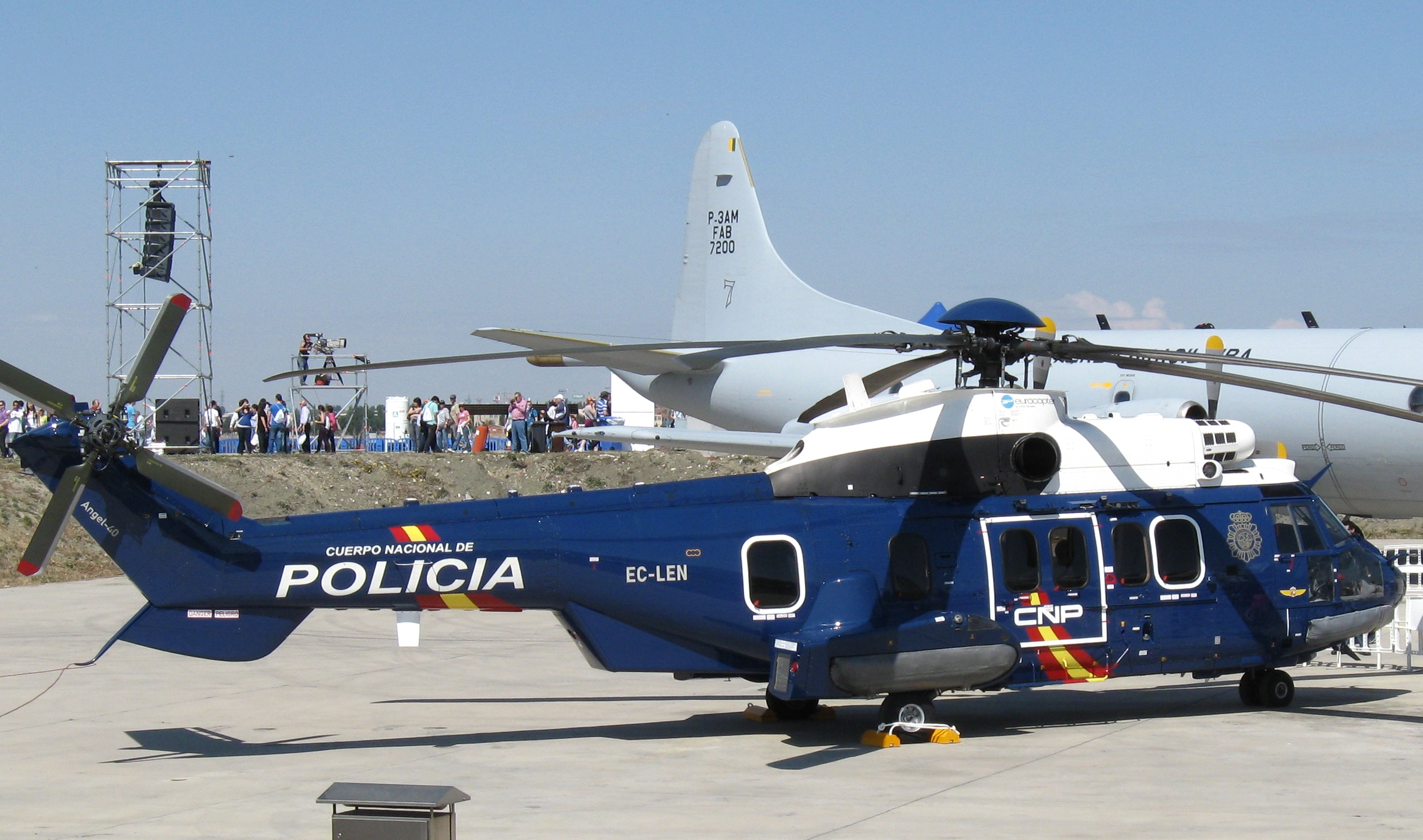
Un EC225 del Cuerpo Nacional de Policía

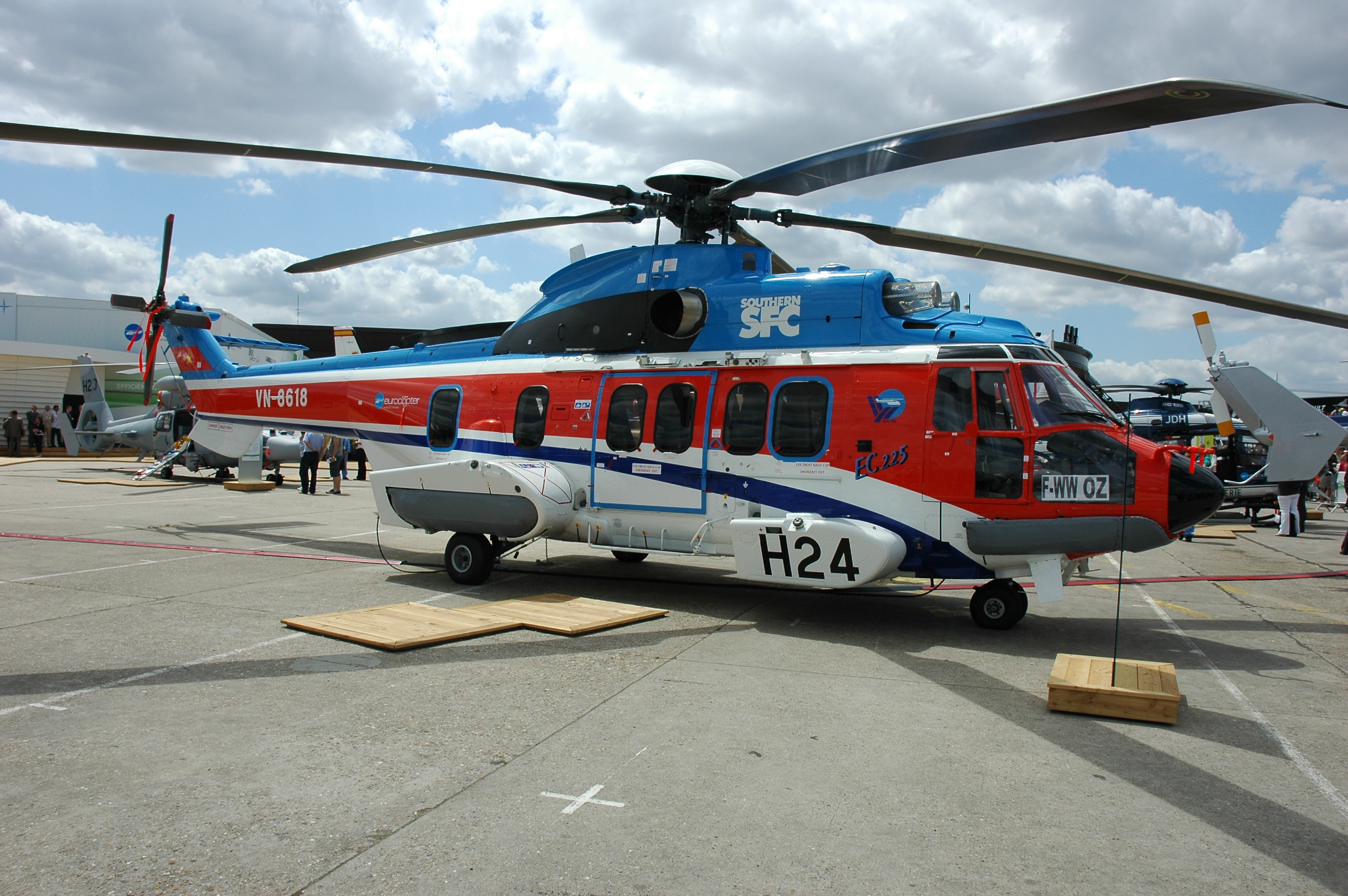
Un EC225 esposto al Salone internazionale dell'aeronautica e dello spazio di Parigi-Le Bourget 2009.

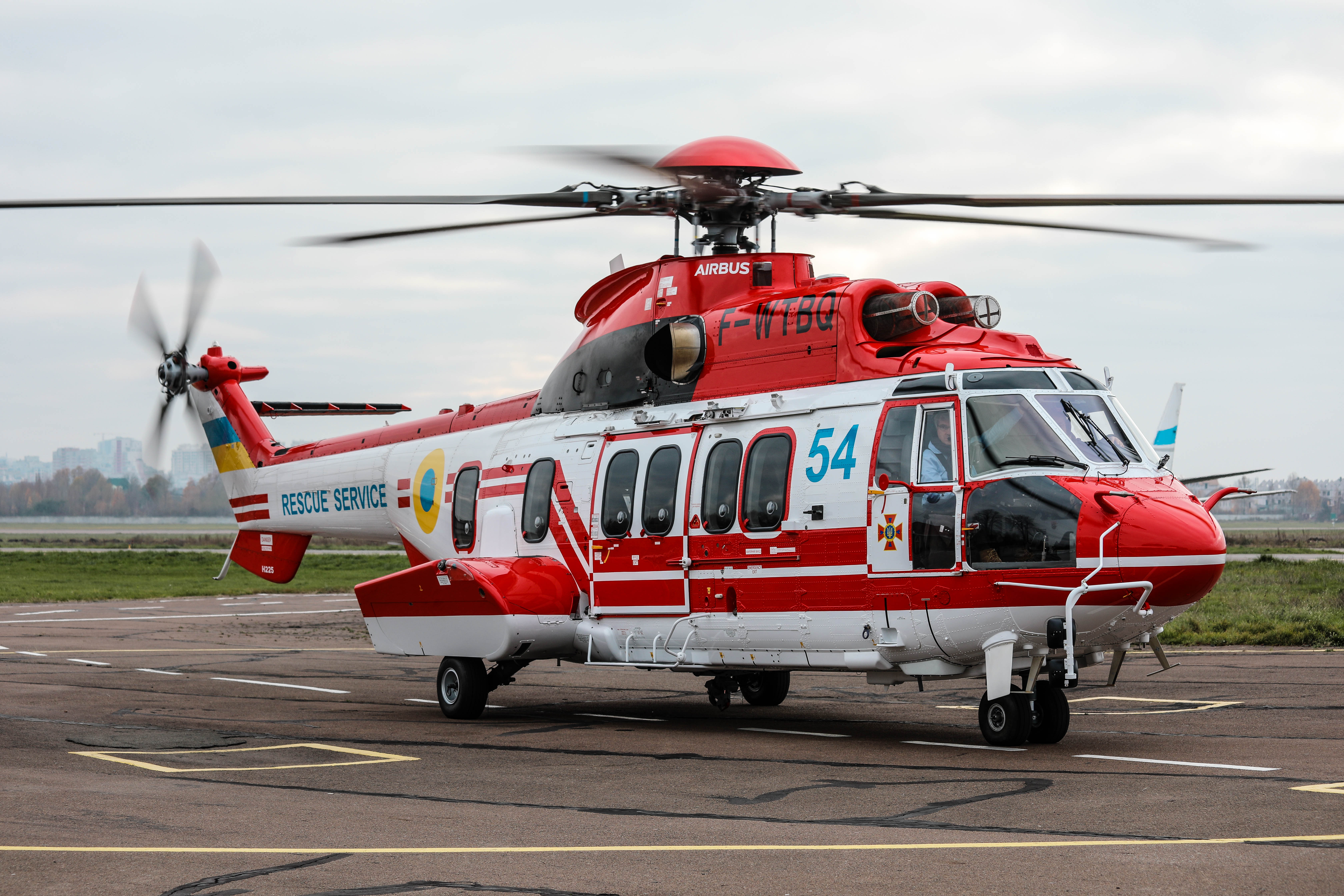
L'elicottero che si è schiantato a Brovary, in Ucraina, il 18 gennaio 2023 nel novembre 2020

### Civili
Algeria
- Il gruppo Air Liaisons utilizza due apparecchi configurati per il trasporto VIP, utilizzati dalla Presidenza del consiglio della repubblica Algerina.[4]

 Canada
- CHC Helicopter Corporation ha ordinato 22 velivoli per supportare le sue piattaforme off-shore nel Mare del Nord, gli apparecchi hanno anche capacità SAR. Le consegne dovrebbero avvenire tra il 2008 e il 2012.[5]
- Coldstream Helicopters

1 EC225LP ex Fuerza Aérea Mexicana acquistato nel 2021.
 Cina
- Citic Offshore Helicopter Co. (COHC) ha ordinato 2 velivoli nel 2006, con la consegna effettuata nel 2007.[7]

 Corea del Sud
- La Corea del Sud ha sottoscritto un ordine per EC225 in versione antincendio.[8]

 Groenlandia
- Air Greenland usa 2 velivoli per il trasporto di persone e compiti SAR.[9]

 Malaysia
- MHS Aviation opera con 6 EC225 per il trasporto di personale nelle proprie piattaforme offshore.

 Messico
- Un operatore charter privato usa 3 EC-225 in una speciale versione VIP.

 Norvegia
- CHC Norway opera con 8 apparecchi per il trasporto di persone su piattaforme off-shore e per compiti SAR.[10]
- Bristow Norway opera con 2 EC225 per funzioni di trasporto e SAR.[11]

 Regno Unito
- Bristow Helicopters opera con 8 velivoli per il supporto delle sue piattaforme off-shore nel Mare del Nord. La sua affiliata in Australia opera con altri 3 apparecchi.[12]

 Spagna
- Sociedad de Salvamento y Seguridad Marítima

il 15 agosto 2011 ha confermato un ordine per 1 velivolo, con consegna prevista per il 2012, per compiti di SAR. Due H225LP in servizio all'ottobre 2018.
 Stati Uniti
- La ERA Helicopter nel 2007 ha ordinato 4 EC225 per lo svolgimento di missioni off-shore nel Golfo del Messico. Con questo ordine salgono a 8 gli EC225 utilizzati da quest'azienda.[16]

 Vietnam
- La Southern Flight Service Company opera con un velivolo per il salvataggio in mare e per il trasporto VIP. Ne ha ordinato un altro.[17]

### Governativi
Cina
- Il Ministero dei Trasporti cinese ha ordinato 2 velivoli nel 2006 per funzioni di Search & Rescue (SAR).[18] Dopo il successo del primo ordine, ne è stato effettuato un altro per due elicotteri nel 2009, che sono stati consegnati tra il luglio e agosto 2011.[19]

 Germania
- Bundespolizei

38 H225 (più 6 in opzione) ordinati il 6 giugno 2024.
 Giappone
- Agenzia nazionale di polizia (Giappone)

3 H225 ordinati al luglio 2020.
 Spagna
- Il Cuerpo Nacional de Policía opera con un elicottero da Settembre 2010.[23]

 Ucraina
- Servizio statale dell'Ucraina per le emergenze

1 H225 di seconda mano aggiornato, consegnato a dicembre 2018.

### Militari
Argentina
- Argentine Coast Guard

2 H225 ricevuti nel 2015.
 Ecuador
- Ejército Ecuatoriano

5 H225 di seconda mano ordinati ad ottobre 2023 ed entrati in servizio nel giugno successivo. Primi due esemplari consegnati il 5 marzo 2025.
 Francia
- Aéronautique navale ha effettuato un ordine per due apparecchi per sostituire gli Aérospatiale SA 321 Super Frelon prossimi al pensionamento, con il primo consegnato il 22 aprile 2010.[29]

 Giappone
- Japan Ground Self-Defense Force

opera con 3 elicotteri configurati per il trasporto VIP utilizzati per trasportare l'Imperatore del Giappone e i suoi famigliari, il primo ministro e le alte cariche dello Stato.
- Japan Coast Guard

4 AS 332L1 Super Puma ricevuti dal 4 aprile 2001. 15 H225 ordinati con consegne iniziate con la versione EC 225LP dal 28 marzo 2008 e teeminate a febbraio 2024 con la consegna del quindicesimo esemplare. Ulteriori 3 H225 ordinati ad aprile 2024 hanno portato il numero degli ordini a 18 elicotteri.
 Islanda
- Guardia costiera islandese

3 H225 presi in leasing ad aprile 2019 dalla Norwegian helicopter lessor Knut Axel Ugland Holding, che resteranno in servizio fino al 2022, anno in cui verrà introdotto un nuovo elicottero. Tutti consegnati al maggio 2021.
 Messico
- Fuerza Aérea Mexicana

4 EC225LP consegnati a partire da 2008. Un esemplare è stato ceduto alla società canadese Coldstream Helicopters nel 2021.
 Taiwan
- Chung-Hua Min-Kuo K'ung-Chün

3 EC225 ordinati nel 2009 (con un'opzione per altre 17 macchine) e consegnati a novembre 2011.
 Tanzania
- Jeshi la Anga la Wananchi wa Tanzania

2 H225 Cougar ordinati nel 2017 ed in cinsegna al 2018.
 Ucraina
- Natsionalna hvardiya Ukrayiny

21 H225 di seconda mano aggiornati ordinati a luglio del 2018, con i primi 2 esemplari consegnati a dicembre dello stesso anno.
 Vietnam
- Hải quân nhân dân Việt Nam

2 H225 consegnati nel 2011.

## Incidenti
Il 29 aprile 2016 un EC225 LP della norvegese CHC Helikopter Service (LN-OJF) ha subito un distacco del rotore principale in volo (come visibile anche in alcuni video pubblicati in rete) precipitando al suolo nei pressi dell'isola di Turøy vicino a Bergen causando la morte dell'equipaggio e di tutti i passeggeri a bordo. Le vittime: un italiano, un britannico e undici norvegesi, provenivano da una piattaforma petrolifera del campo di Gullfaks, nel Mare del Nord, diretti a Bergen. Il volo era effettuato dalla CHC per conto della Statoil. Le autorità dell'aviazione civile norvegese e britannica hanno ordinato la sospensione immediata di tutti i voli degli elicotteri Eurocopter EC225 Superpuma. A seguito delle indagini tecniche preliminari, l'Agenzia Europea per la Sicurezza del Volo (EASA) ha emesso il 3 Maggio 2016 una Emergency Airworthiness Directive richiedendo l'ispezione immediata delle trasmissioni rotore principale degli elicotteri EC225.
Incidente dell'elicottero di Brovary nel 2023, Ucraina, 18.1.2023.

## Galleria d'immagini

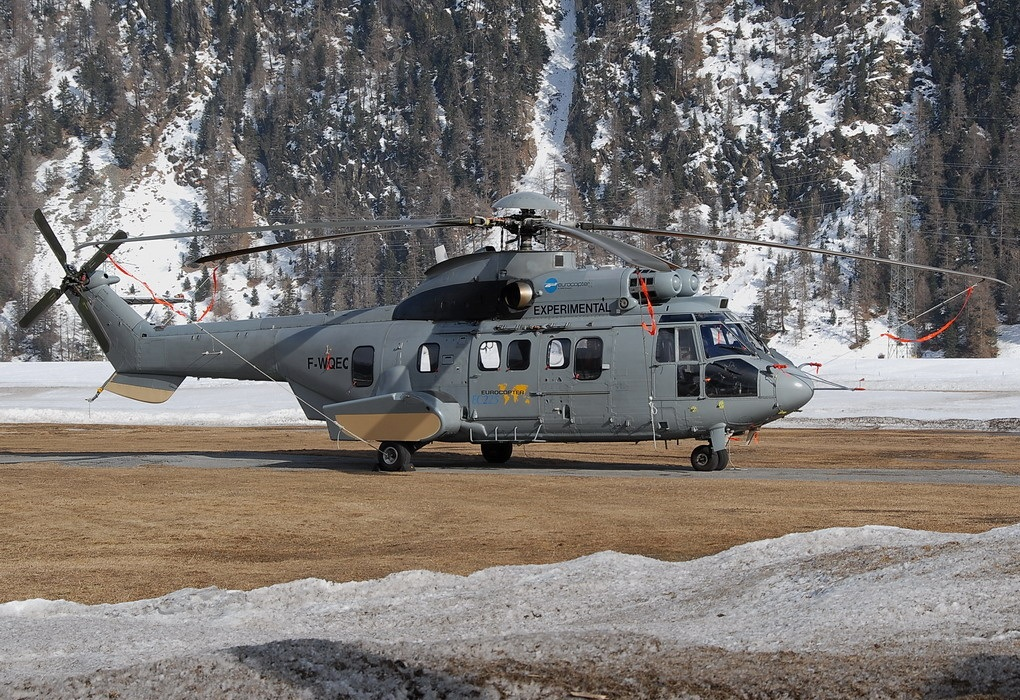
Un prototipo dell'EC225.
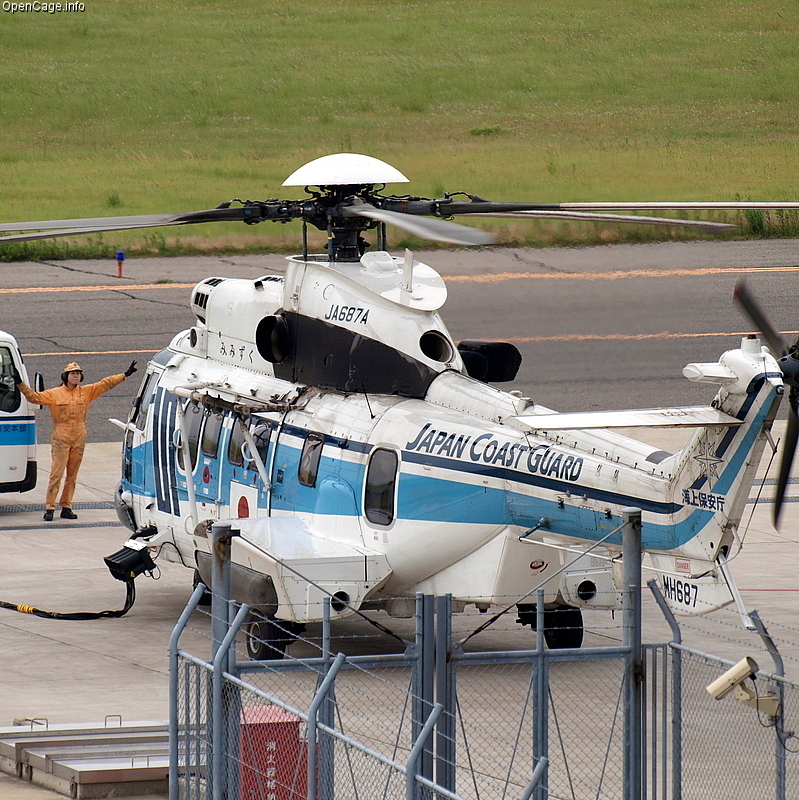
Particolare della parte posteriore del Super Puma.
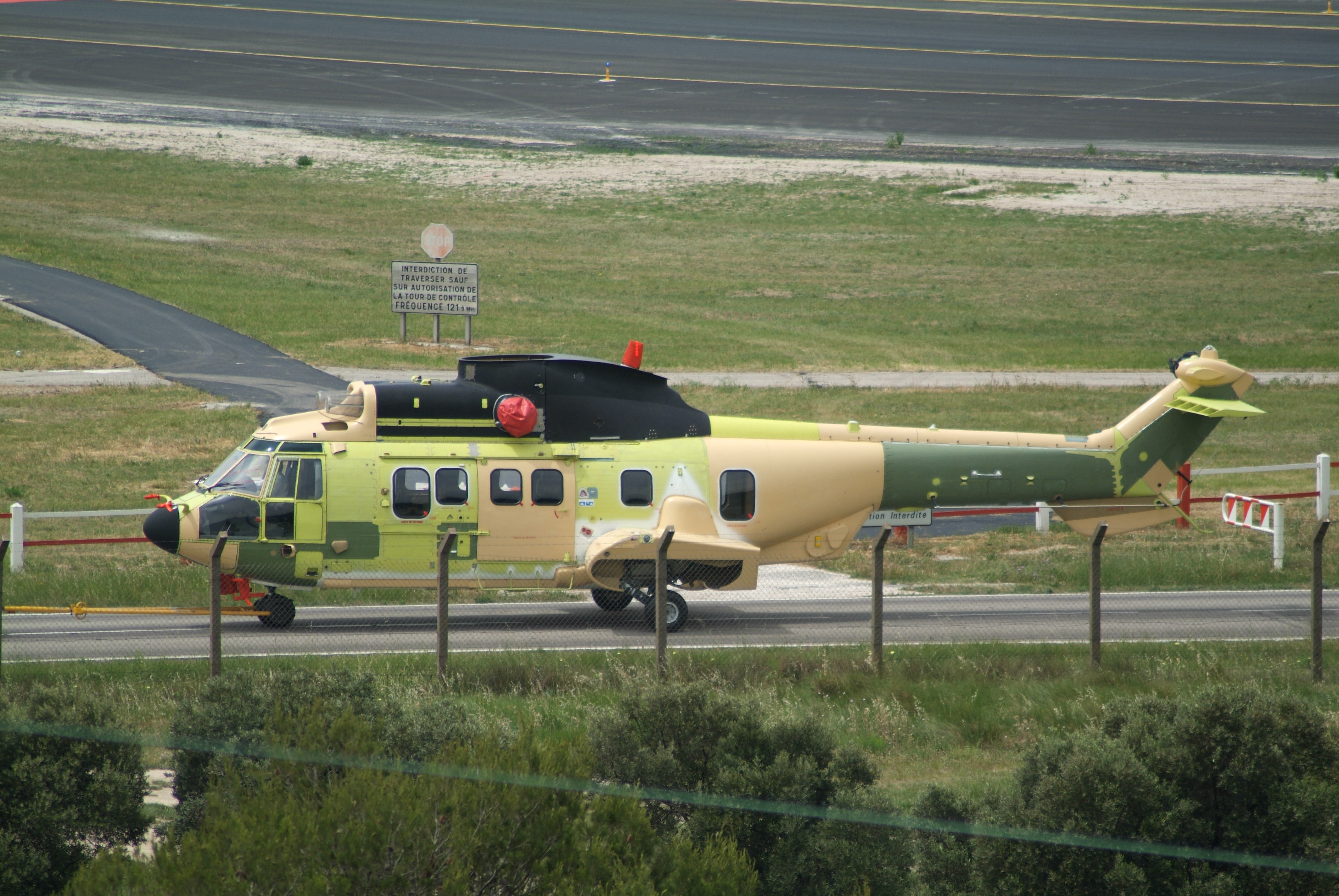
Un EC225 presso la fabbrica dell'Eurocopter.
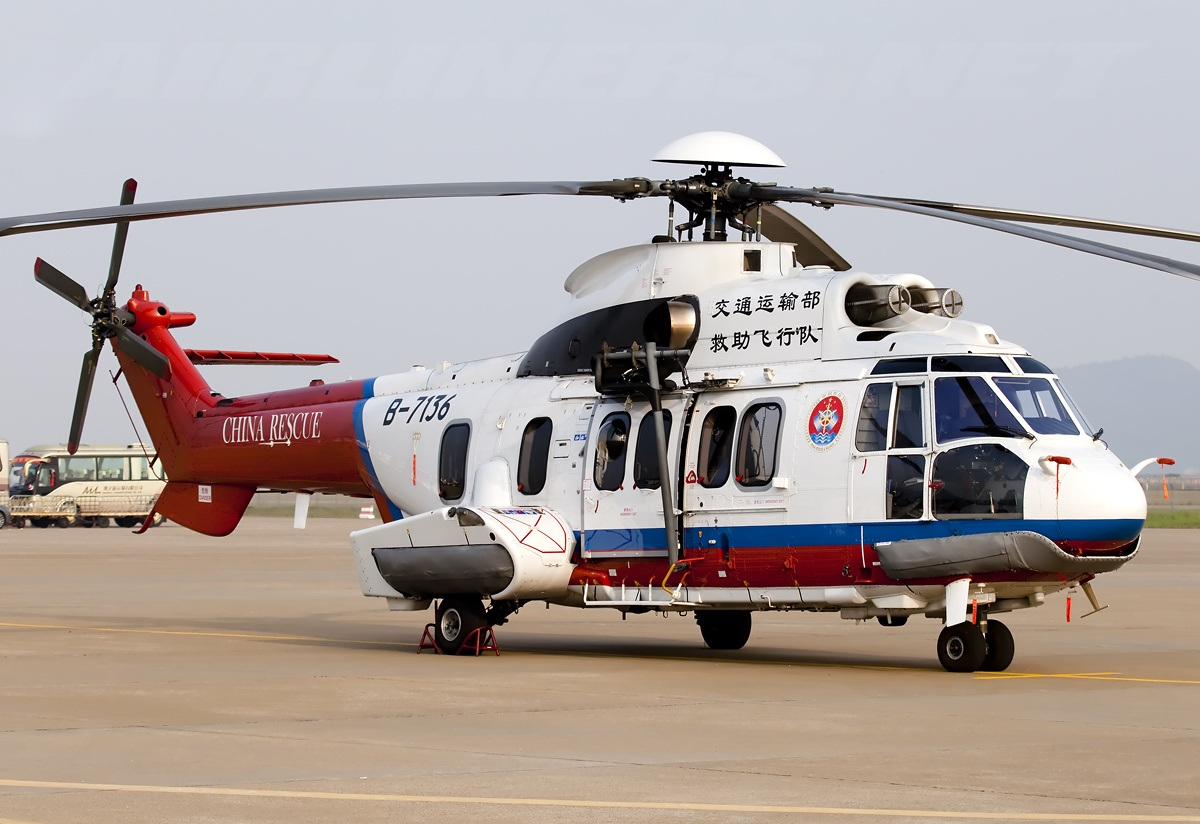
Un EC225 utilizzato per compiti di SAR in Cina.